# J
A letra J (jóta) é a décima letra do alfabeto latino clássico. Em português é pronunciada como "jóta", sendo /ʒ/ o som utilizado.
No alfabeto fonético internacional, [j] representa o aproximante palatal. Na maioria dos teclados alfanuméricos, as teclas J e F geralmente aparecem com um pequeno relevo perceptível ao toque, que permite aos utilizadores a sua orientação tátil no teclado.

## História
O J foi originalmente uma versão alternativa à letra I. A distinção tornou-se evidente a partir da Idade Média.
Pedro de la Ramée (c. 1515 – 26 de Agosto de 1572) foi o primeiro a distinguir explicitamente as letras I e J representando sons diferentes. Originalmente, estas letras representavam /i/, /iː/, e /j/; mas as línguas românicas desenvolveram novos sons que vieram a ser representados utilizando o I e o J, daí a atual distinção na pronunciação destas duas letras.
Em português o som utilizado para a letra J é o /ʒ/ (jarro, janela, jota), assim como no francês e no romeno. Em todas as línguas germânicas, excetuando o Inglês que utiliza /dʒ/ (just), o som utilizado para a letra J é o /j/ (como ja em alemão ou como no ditongo i na palavra ideia). Este fato também se verifica em albanês, e nas línguas urálicas e eslavas que utilizam o alfabeto latino, como por exemplo em húngaro, finlandês, estoniano, polaco e checo. Também o sérvio, língua eslava, adotou o J no seu alfabeto cirílico, com o mesmo propósito. Foi devido a este padrão linguístico, que a letra minúscula /j/ foi adotada pela Associação Fonética Internacional, como representante deste som.
Em castelhano o J pronuncia-se /x ~ h/ (como ajo que significa alho); este som desenvolveu-se a partir do som /dʒ/. Em francês o antigo som /dʒ/ é agora pronunciado como /ʒ/, tal como em português.
Na língua italiana moderna, apenas palavras em latim ou palavras estrangeiras têm a letra J. Até ao século XIX, o J era utilizado em vez do I, em ditongos como substituto para o último –ii, e em grupos vocais como em Savoja; esta regra era bastante rigorosa no que tocava à escrita.
Linguistas da Alemanha e da Europa Central também utilizaram o J em algumas transliterações, de línguas eslavas que utilizam o alfabeto cirílico. Em particular, o "Е" em russo é por vezes transliterado para "je", o "Я" é transliterado para "ja" e o caracter "Ю" para "ju".
Muitos nomes em Português começam com a letra J, como José, João, Jaime, Jacinto, Jorge, Jeremias, Joel, entre outros. Três dos doze meses do ano começam com a letra J, Janeiro, Junho e Julho. Devido ao fato de o J ser o último caracter a ser adicionado ao alfabeto latino, poucas cidades em Portugal e no mundo, têm os seus nomes a começar com esta letra. Casos particulares são por exemplo Joanesburgo, Jacarta e Jerusalém.
Na química a letra J é a única que não está presente na tabela periódica.

## Fonética e códigos
J é uma consoante palatal fricativa sonora. Designa o mesmo som de G do sentido palatal.

## Significados
- J na física significa Joule
- Valete, a décima primeira carta do baralho (do Inglês "Jack") começa com J

## O J na computação
Em Unicode o J maiúsculo representa-se U+004A, e o j minúsculo U+006A. O código ASCII para o J maiúsculo é o 74 o para o j minúsculo é o 106, ou em binário 01001010 e 01101010 respectivamente. No código EBCDIC o J é o 209 e o j é o 145. As referências em HTML são "&#74;" e "&#106;" para a letra maiúscula e minúscula respectivamente. Nos teclados alfanuméricos o J tem um pequeno relevo e é normalmente pressionado com o indicador direito.
- Commons
- Wikcionário